# Francis Bazire
Francis Augustin Bazire (ur. 17 kwietnia 1939 w Écalles-Alix, zm. 16 stycznia 2022 w Rouen) – francuski kolarz szosowy, srebrny medalista mistrzostw świata.

## Kariera
Największy sukces w karierze Francis Bazire osiągnął w 1963 roku, kiedy zdobył srebrny medal w wyścigu ze startu wspólnego amatorów podczas mistrzostw świata w Ronse. W zawodach tych wyprzedził go jedynie Włoch Flaviano Vicentini, a trzecie miejsce zajął reprezentujący RFN Winfried Bölke. Był to jednak jedyny medal wywalczony przez Bazire na międzynarodowej imprezie tej rangi. W tym samym roku zdobył złoty medal w wyścigu ze startu wspólnego na igrzyskach śródziemnomorskich w Neapolu. Zajął ponadto trzecie miejsce w wyścigu Paryż-Troyes w 1960 roku oraz w Circuit de la Vienne w 1965 roku. Zdobył także wicemistrzostwo Francji wśród amatorów w 1963 roku. Rok później wystąpił na igrzyskach olimpijskich w Tokio, gdzie zajął 53. miejsce. Jako zawodowiec startował w latach 1965-1966.